# Opéra national de Lyon
L’opéra national de Lyon est une association loi de 1901 ayant pour objet « de promouvoir l'art lyrique et la danse à Lyon et dans la région Rhône-Alpes ». Elle dispose pour cela d'un bâtiment comportant deux salles : une grande salle de 1 100 places et l'amphithéâtre de 200 places. 350 personnes environ y travaillent, se répartissant entre les chœurs, l'orchestre, la maîtrise, la compagnie de ballet, l'administration et la technique. Le directeur général est Richard Brunel depuis le 1er septembre 2021.
L'opéra national de Lyon est membre de la ROF (Réunion des Opéras de France), de RESEO (Réseau européen pour la sensibilisation à l'opéra et à la danse) et d'Opera Europa.

## Historique

### Académie royale de musique
L'Académie royale de musique de Lyon est fondée le 3 ou le 7 janvier 1688, un doute subsiste sur la date. La direction en est donnée à Jean-Pierre Legay La première œuvre jouée par l'Académie royale de musique de Lyon est Phaëton de Jean-Baptiste Lully, mais aucun compte rendu ne subsiste de ce concert. Cependant, d'après les livres de comptes, le concert a été une réussite. L'œuvre a été rejouée plusieurs fois, dépassant rapidement la centième reprise et a même été jouée pendant les fêtes pascales. En mars 1688 est annoncé Bellérophon, qui est joué le 20 juin 1688 avec la même réussite que le précédent. L'œuvre est joué pendant six moi, avant que l'Académie reprenne Phaëton, joué presque cent fois entre décembre 1688 et février 1689. Le 15 février 1689 est créé Armide. Cependant, Atys, créée le 7 août 1689, ne rencontre pas le succès attendu et obtenu par les précédentes œuvres de Lully. Après ce bref succès des œuvres de Lully, la curiosité des lyonnais s'estompe et les recettes se font de plus en plus minces. Le 30 novembre 1689, la salle de la rue Pizay brûle et sa reconstruction est empêchée. Peu après, Jean-Pierre Legay est déclaré en faillite et les musiciens vont jouer à la salle de l'Hôtel du Gouvernement dans le quartier Saint-Jean. Jean-Pierre Legay part un temps en Provence avant de revenir diriger le théâtre de la municipalité de Lyon, et de mourir dans la ville le 8 juillet 1731.
Après la déchéance de Jean-Pierre Legay, c'est le maître de musique Nicolas Levasseur qui rachète le privilège du roi aux héritiers de Jean-Baptiste Lully. La nouvelle salle de l'Académie royale de musique de Lyon se trouve alors Place Bellecour, dans les écuries et dépendances d'une maison de la famille Chaponnay. De la salle en elle-même, il y a peu d'informations, hormis qu'on sait que la construction de la scène, avec ses machineries et ses décors, est faite par le sculpteur Jacques Gauthier, ainsi qu'aux peintres Michel Pey et Antoine de Haynault. Cependant, les frais engagés ne sont pas recouverts par les recettes des opéras lullistes joués alors. La faillite se fait le 24 mai 1692 et le matériel est saisi. C'est à ce moment là que Jean-Pierre Legay revient pour racheter le privilège et attire un nouveau public à la salle Bellecour par l'interprétation de comédies, très prisées à l'époque. Mais cela ne dure pas, puisque Legay fini par se lasser des fréquentes rixes qui se jouent au théâtre et décide de former une nouvelle troupe et d'aller jouer à Dijon. Le théâtre passe alors dans une sorte de commission autogérée pendant cinq mois puisque cinq membres de la troupe rachètent le privilège, avant de le vendre en 1703 à Farinel et Ranc, associé au bourgeois Tiffon. Le répertoire présenté alors est peu connu, mais on sait que d'abord c'est l'opéra qui tient le haut de l'affiche, avec notamment en 1695 la création d'Alceste ou le Triomphe d'Alcide, du Temple de la Paix et Persée, de Jean-Baptiste Lully. Deux opéras de Henry Desmarest sont aussi joués : Les Amours de Momus et Didon. Mais ce sont les comédies qui vont permettre au théâtre de survivre un peu. Des travaux de rénovation ont lieu en 1699, et dans la salle rénovée, on joue Phaëton lors de la venue de Louis de France, petit-fils de Louis XIV. Mais en 1705, une nouvelle faillite a lieu, et Jean-Pierre Legay rachète à nouveau le privilège avant de louoer la salle aux comédiens italiens. La salle est cependant partiellement détruite en 1711, suite aux crues importantes de la Saône. Le privilège est à nouveau racheté, cette fois par Mey de Bretonnal, et la nouvelle salle se fixe au Palais du Gouvernement.

### Période contemporaine
En 1983, avec la création d'un orchestre lyrique, la gestion de l'opéra cesse d'être assurée par une régie municipale et est confiée à une association loi de 1901. Le statut d'opéra national en région est obtenu en 1996.

### Directeurs
| Période     | Nom                   | Notes                   |
| ----------- | --------------------- | ----------------------- |
| 1969-1995   | Louis Erlo            |                         |
| 1981-1998   | Jean-Pierre Brossmann | Codirecteur (1981-1995) |
| 1998-2002   | Alain Durel           |                         |
| 2003-2021   | Serge Dorny           |                         |
| depuis 2021 | Richard Brunel        |                         |

## Composantes et installations
L’opéra dispose d'un plateau de scène de 670 m2 (niveau +3) ; les équipements mobiles de la cage de scène (100 porteuses, treuils ponctuels) sont motorisés et reliés à un ordinateur assurant la programmation des « effets ».
Située à l'aplomb du plateau, la salle de répétition (niveau -5) de 450 m2, équipée de cintres, permet la préparation des spectacles parallèlement aux représentations, ainsi que des enregistrements audio et vidéo. Le chœur dispose d'un studio de répétition occupant pour des raisons acoustiques une double hauteur, et d'un studio modulable. L'espace réservé à la compagnie de ballet, en particulier les deux studios de 480 m2 et 155 m2, bénéficie du développement maximum de la verrière et d'un exceptionnel panorama sur la ville.

### L'orchestre
Fondé en 1983 pour être consacré exclusivement à la musique d'opéra et de ballet, il se distingue par cette spécificité de l'autre orchestre de la capitale des Gaules, l'Orchestre national de Lyon, qui, lui, est dédié au répertoire symphonique. Lyon est la seule ville française à partager avec Paris le privilège de posséder plus d'un orchestre symphonique.
À sa création, la direction musicale de l'orchestre (comme de l'Opéra national) est confiée à John Eliot Gardiner qui reste à sa tête jusqu'en 1988. Se succèdent ensuite Kent Nagano (1988-1998), Louis Langrée (1998-2000), Iván Fischer (2000-2003). Après cinq années passées sans chef titulaire, c'est le Japonais Kazushi Ōno qui a été chef principal de l'orchestre à partir de septembre 2008. Depuis septembre 2017, le chef principal est Daniele Rustioni.
Récent mais très actif, l'orchestre possède une riche discographie (plus d'une soixantaine d'enregistrements sonores et vidéos) qui comprend notamment des premières mondiales (Rodrigue et Chimène de Debussy, La Mort de Klinghoffer de John Adams, Susannah (opéra) (en) de Carlisle Floyd, Trois Sœurs de Peter Eötvös), des opéras donnés dans des versions inédites (Salomé de Richard Strauss, Lucia di Lammermoor de Donizetti) ou des ouvrages peu joués (L’Étoile de Chabrier, Dialogues des carmélites de Poulenc, Arlecchino, Turandot et Doktor Faust de Busoni).
L’orchestre, souvent invité à l'étranger (Edimbourg, Ravenne, San Francisco, Londres, Vienne, Tokyo, Pesaro) et aux festivals français, a reçu en 1999 la Victoire de la musique de la meilleure formation lyrique ou symphonique.

#### Principaux chefs
- John Eliot Gardiner 1983 - 1988
- Kent Nagano 1988 - 1998
- Louis Langrée 1998 - 2000
- Iván Fischer 2000 - 2003
- différents chefs invités : William Christie, Lothar Koenigs, Gerard Korsten, Emmanuel Krivine, Kirill Petrenko, Evelino Pidò 2003 - 2008
- Kazushi Ōno 2008 - 2017
- Daniele Rustioni 2017 - à ce jour

### Les chœurs
Cet ensemble est dirigé depuis 1995 par Alan Woodbridge ; il est actuellement composé de 9 sopranos, 7 mezzo-sopranos, 6 ténors et 9 barytons-basses.

### La maîtrise
Opéra studio et maîtrise participent à l'activité de l'Opéra et à certains de ses spectacles en poursuivant un double objectif : former des chanteurs à la globalité de leur métier ; créer des spectacles - en particulier en direction du jeune public.
La maîtrise est un chœur d'enfant créé en 1990. Elle forme de jeunes chanteurs âgés de 7 à 17 ans (CE1 à la Terminale) qui participeront activement à la programmation de l'Opéra national de Lyon, en se produisant comme solistes, choristes ou bien figurants sur les spectacles de la saison.
L'enseignement y est très complet : les élèves ont des cours de chant choral, de technique vocale, de piano, de claquettes, de danse et bien entendu, de F.M.K (Formation Méthodologique Kodàly), une façon d'apprendre le solfège plus basée sur le chant et le ressenti. Ils suivent un cursus spécial en horaires aménagées du CE1 à la 3e, en partageant leur temps entre école et maîtrise.

#### Le personnel et les professeurs
- Directrice : Raphaëlle Guibert-Beaubat puis Hervé Tugaut
- Chargée d'administration : Charlotte Dan-Grasset
- Assistante administrative : Amélie Bonod
- Régisseur responsable de l'encadrement des enfants : Joëlle Dutournier
- Chef de chœur Karine Locatelli puis Nicolas Parisot puis Clément Brun
- Professeure de F.M. : Laure Pouradier-Duteil
- Professeures de technique vocale : Mireille Deguy, Jeanne-Marie Lévy, Florence Villevière, Laure Pouradier-Duteil, Claire Nicolas
- Professeurs de piano : Mathieu Grégoire, Magda Ubilava
- Professeur de danse, méthode Feldenkrais : Maud Tizon puis Francesca Mattavelli

#### Les productions de la maîtrise
La maîtrise participe à de nombreuses productions programmées par l'Opéra de Lyon, comme des opéras (Carmen, La damnation de Faust, le festival Britten en 2014...), des concerts (notamment le concert de noël chaque année, programmé pour la saison 2016/2017 : la symphonie no 3 de Mahler...), mais aussi à des cérémonies officielles (remise de légion d'honneur à Hervé Cornara, cérémonies à la préfecture du Rhône...)...
Chaque année, la maîtrise se produit dans une production pour enfant (comme le Roi et Moi, Brundibàr pour les années précédentes, Borg et Théa programmé pour la saison 2016/2017...). Elles sont souvent jouées au théâtre de la Croix-Rousse, parfois dans d'autres villes (Brundibàr au théâtre de Valence).

#### Distinctions
En 2019, la Maîtrise de l’Opéra de Lyon est lauréate du Prix Liliane Bettencourt pour le chant choral, décerné en partenariat avec l’Académie des beaux-arts,,. Ce prix récompense notamment la qualité du projet pédagogique de la maîtrise et son investissement pour la transmission du chant choral.

## Budget
Le budget de l'association est de 37,5 millions d'euros en 2017, essentiellement issus de financements publics (subventions de l'État, de la ville de Lyon, de sa métropole et de la région) ; la billetterie et le mécénat financent l'association à hauteur de 7,4 millions d’euros sur ce total.

## Controverse autour du directeur Serge Dorny
En mai 2017, le site d'investigation Mediacités, qui a obtenu copie d'environ 3 500 notes de frais du directeur Serge Dorny établies entre 2013 et 2015, révèle que ce dernier aurait « un train de vie de diva » et que ses dépenses « sont surprenantes, voire totalement injustifiées ». Selon l'auteur de l'enquête, les frais du directeur (dont le salaire mensuel serait « de l'ordre de 20 000 euros ») s'élèvent à plus de 8 000 euros par mois en moyenne : ils sont constituées de repas pris (avec des invités) dans des restaurants prestigieux pour plusieurs centaines d'euros, de séjours dans des hôtels cinq étoiles (tel l’hôtel de Sers à Paris, pour 435 euros la nuit), et de déplacements à l'étranger pour certains sans motif professionnel — les notes de frais sont alors accompagnées du motif « Rendez-vous divers ».
Interrogé, Serge Dorny refuse alors tout commentaire à Mediacités. L'enquête du journal, également diffusée par Mediapart, fait également état d'un malaise au sein de l'association de l'Opéra national de Lyon, le directeur apparaissant décrié depuis plusieurs années pour son « mépris » et son autoritarisme. Serge Dorny bénéfice néanmoins d'une bonne réputation dans le milieu de la culture, et certains salariés par ailleurs critiques s'accordent sur l'influence bénéfique de sa gouvernance sur la qualité des spectacles.
Après la publication de l'enquête, Serge Dorny s'explique auprès de France Musique : il indique que ses notes de frais ont été approuvées par le commissaire aux comptes et par l'Urssaf et argue que « la baisse des subventions publiques le force à chercher davantage de partenaires et, par conséquent, à se déplacer plus souvent ». Quant aux frais de bouche, il affirme que les invitations dans des restaurants de standing « [sont] une forme de coutume ».

## Distinctions
- International Opera Award dans la catégorie « compagnie d'opéra » (2017)[15].